# Relations entre Cuba et le Venezuela
Les relations entre Cuba et le Venezuela se sont significativement améliorées sous la présidence d'Hugo Chávez. Ce dernier a en effet établi une alliance avec le cubain Fidel Castro et le commerce entre les deux pays a littéralement explosé depuis son élection en 1999. La relation entre les deux pays continue à s'intensifier. Cuba intervient politiquement et militairement au Venezuela sous les gouvernances d’Hugo Chavez et Nicolas Maduro.

## Histoire des relations cubano-vénézuéliennes
Pendant les années de guérilla menée par Fidel Castro dans la Sierra Maestra pour renverser le dictateur Fulgencio Batista, de nombreux actes de solidarité vénézuélienne avec le Mouvement du 26 juillet eurent lieu. Après la chute du dictateur Marcos Perez Jimenez le 23 janvier 1958, une collecte parmi la population vénézuélienne intitulée Un bolivar para la sierra (La marche de Bolivar vers la Sierra Maestra), amassa 220 000 $, ainsi que beaucoup d'armes et de munitions. Celle-ci furent convoyées par le capitaine Hector Abdelnour à bord d'un avion C-46, acheté à cet effet pour les livrer à la guérilla cubaine. Les armes importées des États-Unis provenaient des arsenaux de l'armée vénézuélienne,,. Tout cela fut géré par René Estévez avec la connaissance et l'approbation du président d'alors Wolfgang Larrazabal, soutenu par son frère Carlos et d'autres officiers comme Hugo Trejo. À leur tour, les radiodiffuseurs vénézuéliens ont eu l'initiative de retransmettre les bulletins de guerre de Radio Rebelde via Radio Rumbos et Radio Continent, ce qui permit de connaître les avancées des guérillas castristes et les revers du dictateur Batista.
En janvier 1959, Fidel Castro vient solliciter le président vénézuélien Romulo Betancourt pour obtenir son appui et l'obtention de pétrole. Romulo Betancourt refuse son aide et demande à Cuba de payer normalement. En réaction, Cuba arme les groupes d’extrême gauche qui combattent Romulo Betancourt pour le renverser. Après l'implosion de l'URSS, Cuba renoue avec le Venezuela. Ainsi en 1992, Fidel Castro apporte son soutien au président Carlos Andrés Pérez et condamne le coup d'État manqué du lieutenant colonel Hugo Chávez. Ce dernier est emprisonné puis libéré deux plus tard. Et quand le nouveau président du Venezuela s'éloigne de Cuba, Fidel Castro invite Hugo Chávez à La Havane, les deux hommes sympathisent. En 1998 Hugo Chávez arrive au pouvoir à Caracas. Hugo Chávez décrit Castro comme son « mentor » et parle de Cuba comme « une démocratie révolutionnaire ».
Dans les années 1980, le futur président du Venezuela, Nicolás Maduro suit une formation à l'école des cadres du Parti communiste cubain destinée à former les futurs révolutionnaires d'Amérique latine. Il reçoit des cours de philosophie marxiste et d'économie politique, il apprend l'histoire de l’Amérique latine, des révolutions mexicaine et cubaine,.
Les relations bilatérales s'accentuent notamment sur une aide au développement, une coopération entre les entreprises, des transactions financières, l'échange des ressources énergétiques et des technologies de l'information et de la communication dans les domaines des services de renseignement et militaires. Une caractéristique des échanges Cuba-Venezuela est que les biens sont peu coûteux pour le pays d'exportation, mais d'une grande importance pour le pays importateur (avantage comparatif).

## Relations médicales
Au milieu des années 2000, Caracas et La Havane ont développé l’opération « Milagro » qui, au cours des dix premiers mois de l’année 2005, a permis de rendre la vue, gratuitement, à près de 80 000 Vénézuéliens dont beaucoup, victimes de la cataracte ou du glaucome, durent être transférés à Cuba pour y être opérés. En 2006, quelque 14 000 médecins cubains opèrent dans les quartiers pauvres du Venezuela.
Le journaliste Hernando Calvo Ospina indique que « jusqu’à aujourd’hui, aucun gouvernement, aucune entité privée ou organisme international n’était parvenu à structurer un programme médical mondial d’une telle ampleur, capable d’apporter une réponse à grande échelle aux personnes en demande de soins. Dans le cadre de l’opération « Milagro », il est prévu d’opérer des yeux près d’un million de personnes par an... ».

## Relations économiques
Le Venezuela fournit du pétrole brut bon marché (début 2006 : 90 000 barils par jour) en échange de l'envoi de médecins cubains, en vue d'aider à améliorer le système de soins de santé vénézuélien. Cuba, qui possède le plus grand nombre de médecins au monde par habitant, envoie des dizaines de milliers d'entre eux vers d'autres pays, ceci en tant qu'aide, mais aussi dans le but d'obtenir des conditions commerciales les plus favorables possibles. Hugo Chávez et Fidel Castro sont les principaux artisans de la création de l'organisation Alternative bolivarienne pour les Amériques (ALBA), sorte d'organisation d'échanges dont le but principal annoncé est de développer le niveau d'éducation, de santé publique et le commerce équitable.
L'une des premières mesures emblématiques de ces relations économiques est l'échange pétrole contre médecins, qui aura permis à Cuba de bénéficier de pétrole et à des millions de Vénézuéliens, Boliviens, etc. d'être soignés.

## Aspects militaires
Avec les gouvernances d’Hugo Chavez et de Nicolas Maduro, l’armée vénézuélienne est soutenue et contrôlée par les commissaires politiques cubains . Les autorités cubaines et vénézuéliennes démentent ces allégations. Mais celles-ci sont confirmées par les militaires vénézuéliens qui décident de quitter le pays en crise. Ainsi le lieutenant Ronald Dugarte affirme avoir été formé par la « milice du renseignement cubain » pour détecter les opposants dans l’armée. La chaîne de commandement est doublée par des officiers cubains .